# 退休金
退休金（英語：Pension）指的是一個人因為年齡或其他因素從職場退出時，公司或雇主必須給予退休僱員的一筆較大額酬勞。這筆金額，僱員可以選擇要一次提領全額（一次性退休金），或是分期以年金（終身俸）方式領取。
退休在不同的國家及職業有不同的法定年齡或工作年資，滿此年齡或年資的職員，被視為應該退出職場，將位置讓給年輕人。此時雇主必須給予一筆大額金錢作為勞工勞苦一生的獎勵，並以此作為不工作後的養老生活費和醫療費來源。
各國退休金一般可分為三種型式：一為政府或相关机构出資給付的年金，二為以受雇者在職時繳納退休基金及企業為受雇者提撥金為財源的年金，三為個人為自己退休準備的儲蓄投資（例如商業保險、基金投資等）。

## 弊端
近年來由於世界市場競爭的激烈化，使得有些企業為了降低人事成本，避免付出大筆退休金給退休的員工，而以工讀、人力派遣等非常規雇用取代正職員工(但企業仍不能規避為工讀、人力派遣員工，依勞退新制提撥退休準備金)。甚至以各種手段，如任意調動工作、減薪或是逼退等，讓屆退勞工自行離職逃避退休金給付而造成許多社會問題。尤其是部分國家的退休金計算法偏向長期在同一僱主下工作的勞工，所以當資方倒閉或是轉換資方時，退休金的年資計算引發很大的紛爭，常常勞工都是受損的一方。
有些國家採用制度改革法律防止這些行為，並推動國民年金等年金式國民保險制度，由政府託管定期提撥的金錢，等勞工退休後由政府將退休金轉交勞工，以加強基本的保障。

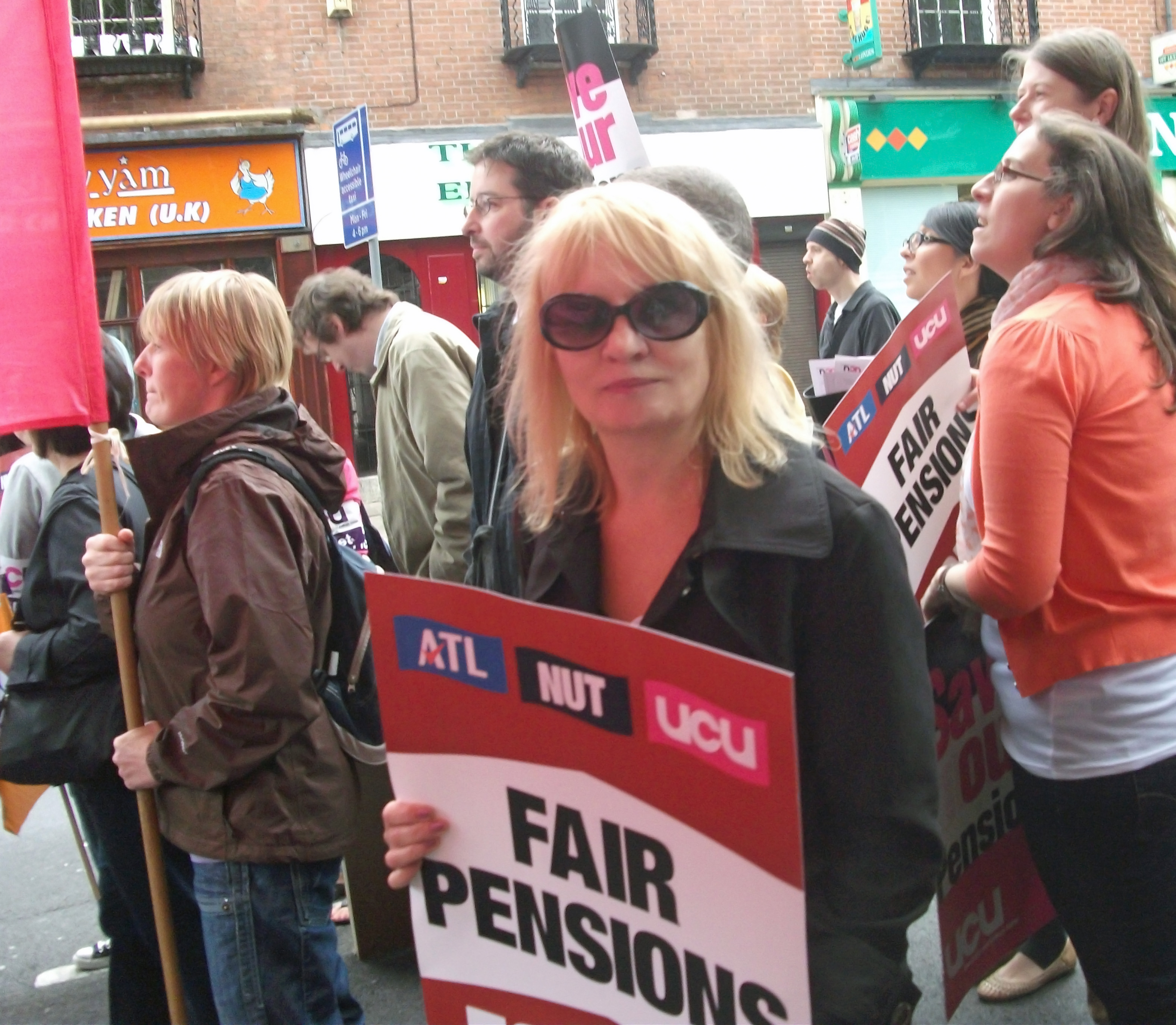
英國抗議退休金制度的人
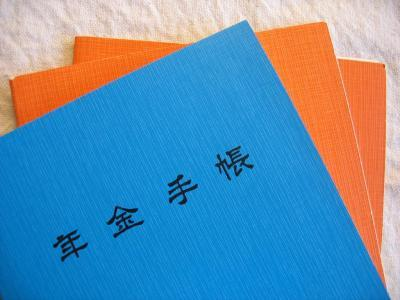
日本年金手帳（日语：年金手帳）
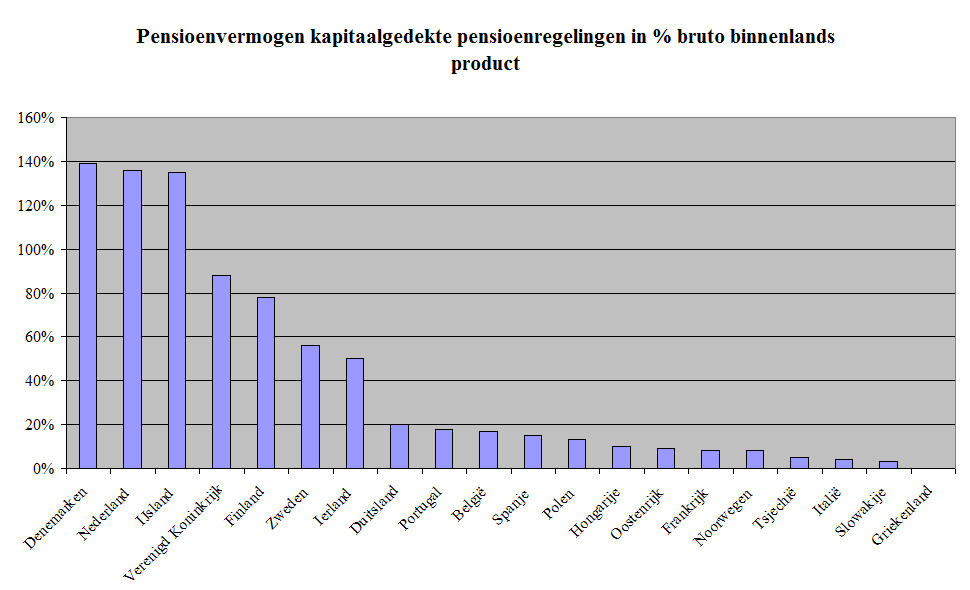
歐洲退休基金規模

此外還有一些問題存在
- 失蹤問題：為了預防當事人可能已去世而家人得以詐領會規定失蹤者不得領退休金，但家屬可能要靠這筆錢維生，若因當事人失蹤就停領，對於家屬的傷害非常大，故堅持失蹤仍能領月退等。[1][2]
- 資格問題：有些未設置行為制度以維護退休金制度的完善，規定如「因不良行為勒令退伍不能領取退伍軍人福利且剝奪退休金等」，但尚完整規定「因犯下嚴重不良行為或嚴重犯罪者，不得領取年金」，而這些人還能領取年金不被社會所認同。[3]
- 無效醫療：有些子女為渴求退休金利益，不讓退休金領有者得以善終，也是尚未規定這種情形不得繼續領取退休金。[4]

## 缴费率
在职工作者定期缴纳的养老金费用占其同期薪金收入的百分比。例如，中华人民共和国企业职工按规定养老保险个人缴费8%，单位缴费20%，合计缴费率达28%，位于世界前列。

## 替代率
指劳动者退休时的养老金领取水平与退休前工资收入水平之间的比率。它是衡量劳动者退休前后生活保障水平差异的基本指标之一。是一个国家或地区反映退休人员生活水平的经济指标和社会指标。
通常是以“某年度新退休人员的平均养老金”除以“同一年度在职职工的平均工资收入”来获得。如：2002年某一城市新退休人员领取的平均养老金为650元/月，而同年该城市在职职工的平均工资收入为1100元/月，则：2002年该市退休人员的养老金替代率为（650÷1100）×100% = 59.09% 。
根据国际劳工组织《社会保障（最低标准）公约》养老金替代率不应低于55%。
据中华人民共和国国家统计局公布的数据，2010年城镇非私营单位在岗职工年平均工资37147元，月均3096元。而2010年全国企业养老金月平均水平仅为1300元。据此计算出的2010年全国企业养老金平均替代率仅为42%。

## 轶事
- 2020年11月10日，马来西亚前首相马哈迪·莫哈末表示，他愿意让自己的退休金被削减10%，但前提是这笔钱能用来帮助失业者：“我愿意让我的退休金削减10%，只要这是用来减轻失去收入者的负担。我承认，我的生活一点都没有因为封锁和被迫遵守的标准作业程序（SOP）而受到影响。”“为了减低那些幸运的人及不幸者的差距，安好的人减薪10%给予不安好的人是合理的。”[5][6][7]。

## 相關
- 中國國營養老保險制
- 強積金
- 無條件基本收入
- 挪威政府养老基金
- 401k退休福利計畫
- 社会保障
- 下崗
- 公积金

## 外部連結
- HSBC The Future of Retirement
- The New Meaning of Retirement （页面存档备份，存于）
- Post-retirement Career & Volunteering （页面存档备份，存于）
- "Historical Development" Social Security Administration （页面存档备份，存于）
- Economic History of Retirement in the U.S. from EH.NET's Encyclopedia
- Switzerland's senior citizens sharing tales of life in Geneva
- Retirement Planning Calculator on MSN Money
- 25省区市上调企退人员养老金 北京每月3050元  中国经济网 2014-05-07